# Alexis Yáñez
Alexis Vianey Yáñez Durán (Cabildo, 7 de febrero de 1991) es un futbolista chileno.

## Trayectoria
Fue presentado como parte del plantel 2009 de Santiago Wanderers en la "Noche Verde" como el cuarto portero del equipo, lugar que ocupaba hasta el 2010 ya que en la "Noche Verde" del año 2011 es presentado como el tercer arquero tras la partida de Diego Figueroa.
El 2013 se sabe que pasa a ser refuerzo de un nuevo club de Tercera División A Provincial Marga Marga, club en donde se consolidó como uno de los estandartes hasta su salida a comienzos del 2015.

## Selección nacional
Fue convocado a la Selección Chilena Sub-20 de Ivo Basay en una pre nomina para afrontar un torneo en Uruguay pero finalmente no estaría considerado para el torneo.

## Clubes
| Club                   | País  | Temporadas  |
| ---------------------- | ----- | ----------- |
| Santiago Wanderers     | Chile | 2009 - 2012 |
| Provincial Marga Marga | Chile | 2013 - 2015 |